# Giampiero Massolo

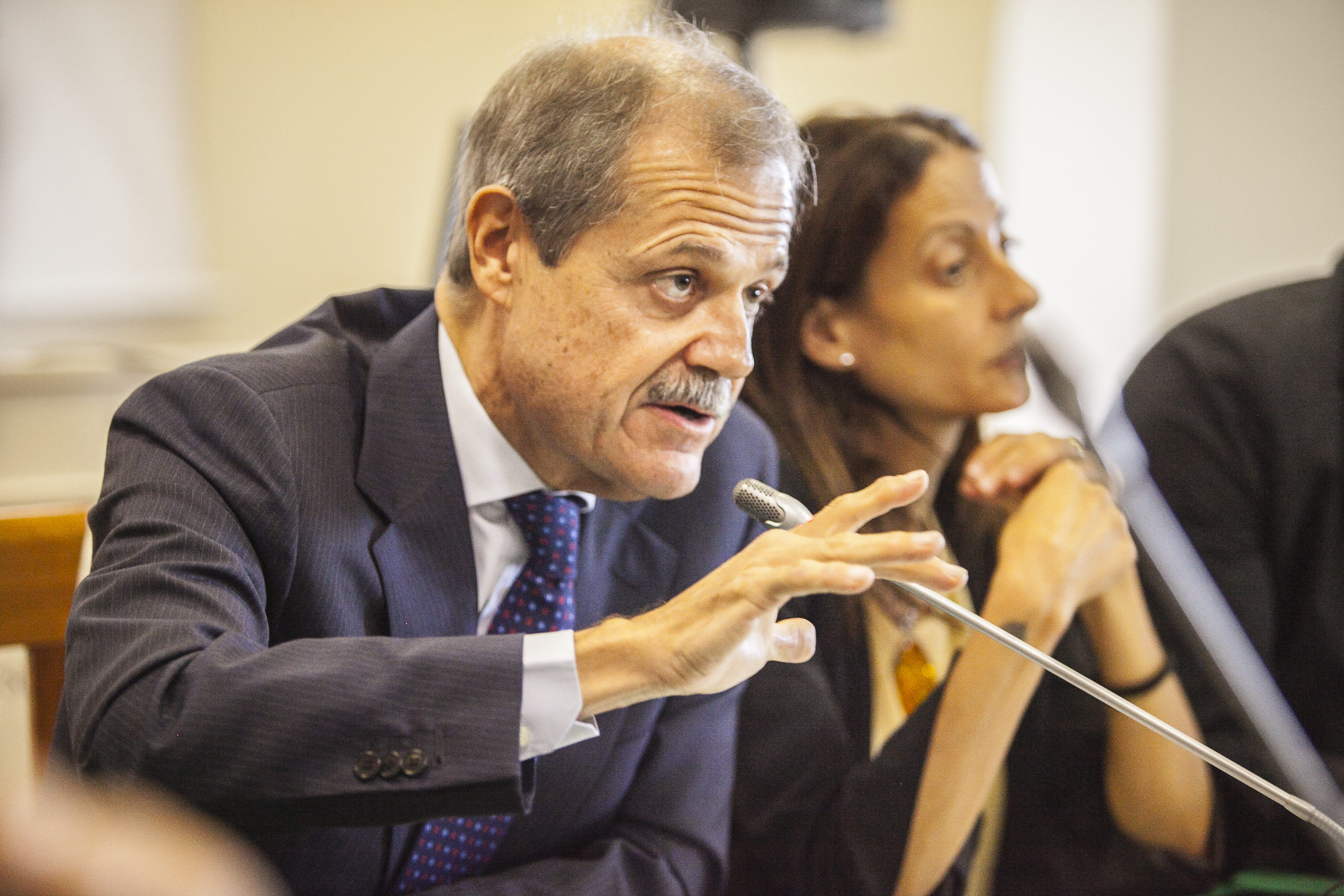
Giampiero Massolo, 2019

Giampiero Massolo (* 5. Oktober 1954 in Warschau) ist ein ehemaliger italienischer Diplomat. Seit 2022 ist er Präsident des Infrastrukturunternehmens Mundys (bis zum März 2023 „Atlantia“ genannt).

## Leben
Giampiero Massolo schloss im Jahr 1976 ein Studium der Politikwissenschaft an der Universität LUISS in Rom ab und arbeitete dann knapp zwei Jahre in der Konzernleitung von Fiat in Turin. Im Mai 1978 begann er seine Karriere im auswärtigen Dienst. Nach einer Verwendung in der politischen Abteilung des Außenministeriums war er von 1982 bis 1985 Erster Sekretär in der Handelsabteilung der italienischen Botschaft in Moskau. Von 1985 bis 1988 war Massolo an der Ständigen Vertretung Italiens bei der Europäischen Gemeinschaft in Brüssel tätig. Nach Rom zurückgekehrt wechselte er 1990 in das Amt des Ministerpräsidenten, in dem er außenpolitischer Berater und dann Büroleiter der Ministerpräsidenten Berlusconi und Dini war. Im Juni 1996 (kurz nach Amtsantritt des Kabinetts Prodi I unter Romano Prodi) kehrte er ins Außenministerium zurück und wurde dort Leiter der Presseabteilung und Sprecher des Ministers.
Von 2001 bis 2004 bekleidete Massolo das Amt des stellvertretenden Generalsekretärs des Außenministeriums. Nachdem er einige Monate die Abteilung für multilaterale politische Angelegenheiten geleitet hatte, wurde er im November 2004 Kabinettschef des Außenministers Gianfranco Fini. Von Mai 2006 bis September 2007 leitete Massolo die Personalabteilung des Ministeriums. Von September 2007 bis Mai 2012 war er Generalsekretär und damit Amtschef des Ministeriums. Von April 2008 bis Dezember 2009 diente er auch als sogenannter Sherpa des Ministerpräsidenten für die G7- und G20-Gipfeltreffen.
Im Mai 2012 berief Ministerpräsident Mario Monti Massolo zum Leiter der Abteilung für die Nachrichtendienste (DIS) im Amt des Ministerpräsidenten. Nach Ablauf des vierjährigen Mandats als Geheimdienstkoordinator wechselte Massolo im Mai 2016 zu Fincantieri und sechs Jahre später zu Atlantia. Am 1. Januar 2017 wurde er auch Vorsitzender der Denkfabrik Istituto per gli Studi di Politica Internazionale (ISPI) in Mailand. Darüber hinaus ist er Mitglied der Società Dante Alighieri, des Istituto Affari Internazionali, des Aspen Institute Italia, der Trilateralen Kommission und anderer Organe. Er ist Träger des Großkreuzes des Verdienstordens der Italienischen Republik.